# Terina internata
Terina internata är en fjärilsart som beskrevs av W. Warren 1909. Terina internata ingår i släktet Terina och familjen mätare. Inga underarter finns listade i Catalogue of Life.